# August Zehender
August Zehender (ur. 28 kwietnia 1903 w Aalen, zm. 11 lutego 1945 w Budapeszcie) – niemiecki wojskowy, SS-Brigadeführer, generał major Waffen-SS, dowódca 22 Ochotniczej Dywizji Kawalerii SS. Uczestnik II wojny światowej.

## Biografia
Podczas II wojny światowej walczył w różnych jednostkach SS, brał udział w napaści na Polskę w 1939 r. W 1944 r. dowodził 22 Ochotniczą Dywizją Kawalerii SS Maria Theresia. Zginął w czasie próby wydostania się tej dywizji z oblężonego przez Armię Czerwoną Budapesztu. Za swoją służbę został odznaczony Krzyżem Rycerskim Krzyża Żelaznego z Liśćmi Dębu.

## Odznaczenia
- Krzyż Żelazny
  - I klasy (18 czerwca 1940)
  - II klasy (14 września 1939)
- Krzyż Niemiecki - złoty (16 października 1942)
- Krzyż Rycerski Krzyża Żelaznego (10 marca 1943) 
  - 722 Liście Dębu (4 lutego 1945)
- Odznaka za waleczność - brązowa (1943)
- Odznaka za Rany - złota
- Odznaka Żołnierzy piechoty - brązowa
- SS-Dienstauszeichnung III klasa
- Krzyż Honorowy Weteranów 1914
- Deutsches Reichssportabzeichen - brązowa